# Пристанище Несебър
Пристанище Несебър е пристанище в Несебър.
Разположено е в Бургаския залив и част от пристанищен комплекс Бургас.
В миналото чрез търговски кораби се превозват зърнени храни до Мала Азия, Гърция и други страни. В днешно време е пътническо пристанище с целогодишна навигация. Пристанището е с модерна морска гара и обслужва международното и крайбрежното пътническо корабоплаване.